# Polyplax gerbilli
Polyplax gerbilli är en insektsart som beskrevs av Ferris 1923. Polyplax gerbilli ingår i släktet Polyplax och familjen ledlöss. Inga underarter finns listade i Catalogue of Life.